# お遍路ハウス四国88
お遍路ハウス四国88（おへんろはうすしこくはちじゅうはち）は、ニュースタート事務局が運営する、四国八十八箇所を回る人向けのお遍路宿の予約サイト及び掲載されている宿の総称である。

## 概要
ニート・引きこもり支援を行う認定NPO法人ニュースタート事務局（創業者二神能基）が運営する「お遍路宿ネットワーク」。
2003年に「若者の心と身体を生き返らせよう」 を合言葉に、引きこもりの若者達を四国遍路に連れて行ったことが始まり。その後も毎年お遍路を実施。2007年からは「百年遍路」と題し、2107年までの100年間で寮生やスタッフ、百年遍路賛同者の方々で、お遍路リレーを続けていくことを目指している。お遍路文化の継続を願う中で、お遍路宿の不足が大きな問題となっており、特に若い人や外国人にもっとお遍路をしてもらいたいという思いから立ち上げに至った。
プロジェクトの立ち上げは2015年。翌2016年に1軒目のお遍路ハウス及び予約サイトがオープン。サイトは英語ページも備え、四国4県の登録宿数は50を超える。素泊まりの簡易宿泊所や民泊施設として春と秋を中心に営業。宿泊料は１泊１千～４５００円（１人素泊まり）。説明会を開催し、開設希望者を募っている。
2020年10～12月に企画「お宿がつなぐ巡礼リレー ～四国遍路～」を実施。宿の人たちがリレー形式で四国八十八箇所を回るというもので、コロナ禍で巡礼者が減り、苦境に陥っている遍路宿を元気づけようと企画した。10月17日に1番札所霊山寺（徳島県鳴門市）を出発し、延べ約75人が40区間に分かれ、納経帳と支援者らの名前を記した旗を駅伝のたすきのようにつなぎ、12月3日に88番札所の大窪寺（香川県さぬき市）に到着し、出発から47日で「結願（けちがん）」した。9月5日～10月4日にクラウドファンディング（CAMPFIRE）で支援を集めた。経過報告はツイッターなども活用し、お遍路ハウス四国88公式YouTubeチャンネルにて動画を配信。参加者募集の呼びかけやリレー中は地元の新聞にも掲載された。

## 沿革
- 2003年 - 法人が引きこもりの若者たちをお遍路に連れて行く企画を開始。
- 2007年 - 「百年遍路」開始。
- 2015年 - プロジェクト立ち上げ。
- 2016年 - 1軒目のお遍路ハウス及び予約サイトがオープン。
- 2020年10～12月 - 「お宿がつなぐ巡礼リレー ～四国遍路～」企画実施。